# 공개대상정보
정보공개법상의 공개대상정보는 공공 기관이 수집·관리하는 각종 정보이다.

## 공공기관이 보유·관리
공공기관이라 함은 국가기관, 지방자치단체, 정부투자기관관리기본법 제2조의 규정에 의한 정부투자기관 그 밖에 대통령령이 정하는 기관을 말한다. 대통령령에서는 각종의 법률에 의하여 설치된 각급학교 등을 규정하는데 이에는 사립대학교도 포함된다. 한편 국가기관에는 행정부외에 국회와 법원 및 헌법재판소 등은 모든 국가기관이 포함된다.

## 정보
공공 기관이 직무상의 작성 또는 취득하여 관리하고 있는 문서·도면·사진·필름·테이프·슬라이더 및 그 밖에 이에 준하는 매체 등에 기록된 사항을 말한다. 여기서의 공개대상이 되는 정보에 해당하는 문서는 원본이어야 하는 것은 아니다

## 주해
1. ↑  정보공개법 제2·3조
2. ↑  전자문서를 포함
3. ↑  정보공개법 제2조 1호
4. ↑  판례